# Barbodes strigatus
Barbodes strigatus är en fiskart som först beskrevs av Boulenger, 1894.  Barbodes strigatus ingår i släktet Barbodes och familjen karpfiskar. Inga underarter finns listade.